# رودریگو گارسیا ویزوسو

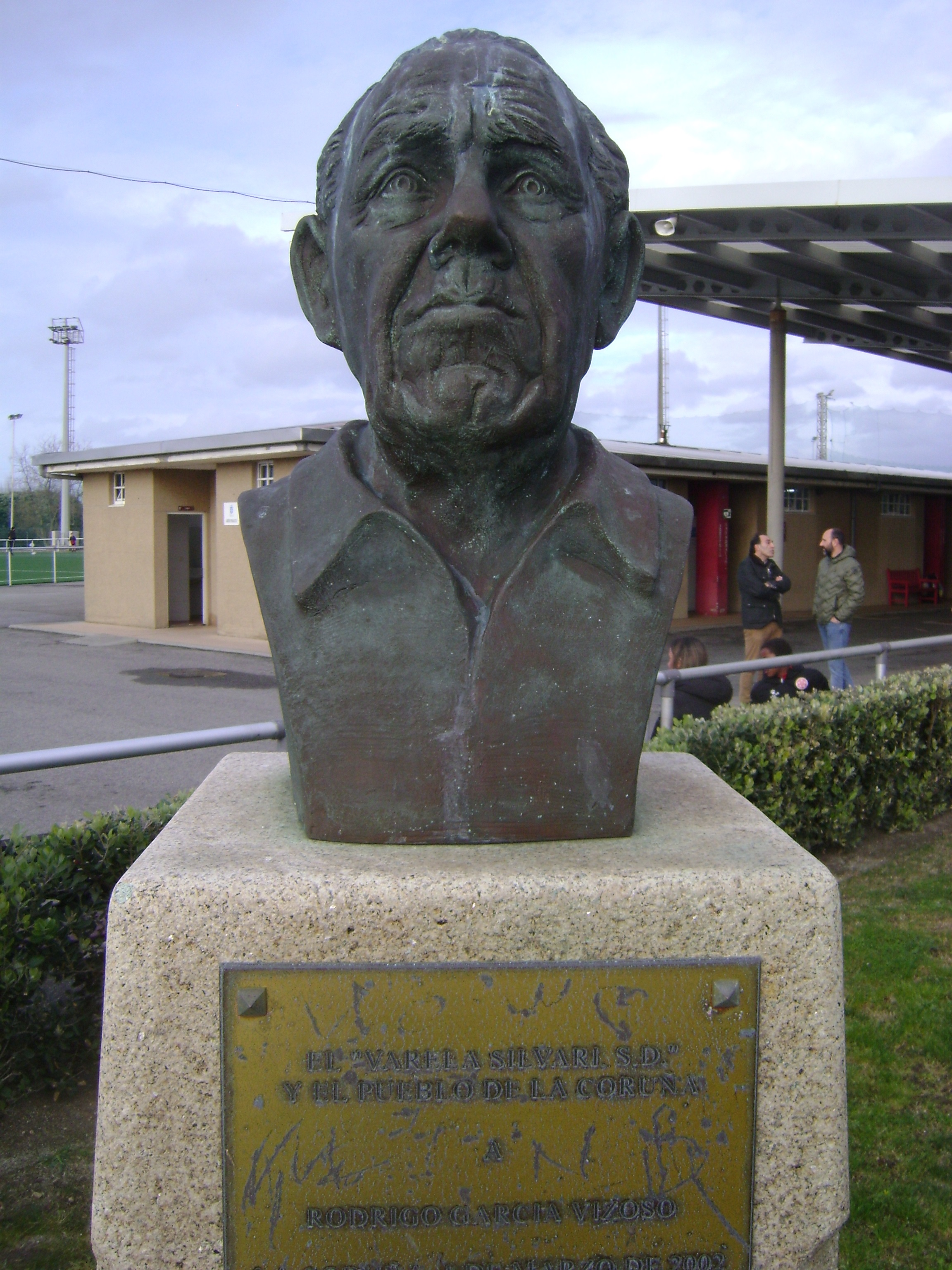
مجسمه یادبود رودریگو گارسیا ویزوسو - ۲۰۰۸

رودریگو گارسیا ویزوسو (انگلیسی: Rodrigo García Vizoso; ۲۶ فوریهٔ ۱۹۰۹ – ۲ ژوئن ۲۰۰۹) بازیکن فوتبال اهل اسپانیا بود.
از باشگاه‌هایی که در آن بازی کرده‌است می‌توان به باشگاه فوتبال دپورتیوو لاکرونیا و باشگاه فوتبال رئال مادرید اشاره کرد.